# Ягуэ, Бригитте
Брихитте Ягуэ Энрике (исп. Brigitte Yagüe Enrique; род. 15 марта 1981 года) — испанская тхэквондистка.

## Биография
Брихитте Ягуэ — одна из самых титулованных тхэквондисток. 
В 1997 году она завоевала бронзу на юношеском чемпионате Европы. В следующем году на юношеском чемпионате мира в Стамбуле она стала чемпионкой мира. В том же году она становится чемпионкой Европы среди взрослых спортсменов. А в 2001 году она становится вице-чемпионкой мира. 
Четырежды она была чемпионкой Европы, трижды становилась чемпионкой мира. Участвовала в двух Олимпиадах, в 2012 году завоевала серебро в Лондоне.
Провела 125 поединков, 105 из которых выиграла.
Победитель ряда международных турниров, в том числе Spanish Open - 2012, Spanish Open - 2015.
На чемпионате мира 2015 в Челябинске в 1/8 финала проиграла будущей чемпионке мира Ха Мин А (Республика Корея) со счётом 3:4

## Семья
Муж Брихитте — испанский боец тхэквондо Хуан Антонио Рамос — участник Олимпийских игр 2004 и 2008 годов.